# 2076
2076 (ММLXXVI) е високосна година, започваща в сряда според Григорианския календар. Тя е 2076-та година от новата ера, седемдесет и шестата от третото хилядолетие и седмата от 2070-те.